# Swan Fyahbwoy
Elán Swan Fernández Hernando (Madrid; 15 de diciembre de 1979), más conocido como Swan Fyahbwoy, Swambwoy o el Chico de Fuego, es un artista español de dancehall y reggae, y miembro fundador del colectivo Madrid Dancehall Crew (MDC).[cita requerida]

## Biografía
Nació el 15 de diciembre de 1979 en Madrid. Su padre es el músico Javier Fernández Blanco y, su madre, Marta Hernando. A la edad de los once, comienza sus estudios de batería y comienza, de alguna manera, a tener un contacto directo con la música. Su madre murió cuando solo tenía quince años.
Inicia su etapa artística a principios de 2005 influenciado personalmente por la música jamaicana denominada reggae. Es un artista con una gran reputación en el dancehall tanto a nivel nacional como internacional y ha publicado una maqueta, Ni chance ni try (2006) y cinco álbumes de estudio: Innadiflames (2009), Extremely Flammable (2012), BL4QKFYAH (2015), F.Y.A.H. (2018) y Equilivrium (2022). Además de colaborar en la creación de Constrictor Riddim (2013), el one riddim de Daddy Cobra, que contiene grandes colaboraciones tanto a nivel nacional como internacional. Su primer productor discográfico fue Juan Carlos García Micó, de la discográfica de Madrid Super B.
Todos ellos se encuentran disponibles en formato digital tanto en descarga gratuita en su web como en iTunes y Spotify. Puesto que sus trabajos musicales no tienen sello discográfico su sistema de financiación se basa en micromecenazgo, utilizado en sus tres últimos trabajos.

## Carrera
Empieza su carrera artística a finales de 2005 cuando escribe y graba su primer tema, «Nuh Real Shotta». A principios de 2006 se lanza por Internet en descarga libre su primera maqueta, Ni chance ni try, que contiene cinco temas. A pesar de ser una maqueta en pocos meses se convierte en una de las obras más descargadas de dancehall a nivel nacional y consigue gran repercusión en medios con los vídeos musicales «Nuh Real Shotta» y «Alianza no trata». Desde entonces Fyahbwoy ha recorrido diferentes escenarios en fiestas, conciertos y festivales. Ha llevado a cabo varias actuaciones a nivel internacional tanto en Europa y África como en Latinoamérica y el resto del mundo.
En 2008 comienza la creación de su primer álbum de estudio bajo el nombre Swan Fyahbwoy y con la ayuda de Mario Olivares, «Daddy Cobra». Este LP comenzó a ofrecerse en descarga gratuita el 1 de junio de 2009 con el nombre de Innadiflames y a su vez en paquete digital, una edición exclusiva y limitada exclusivamente para los seguidores. Estos oyentes contribuyeron al proyecto del disco aportando una cantidad a partir de los doce euros, modelo de financiación repetido en su posterior disco Extremely Flammable. Innadiflames le convierte en un referente del dancehall en España y le permite realizar multitud de giras por España y Latinoamérica.
Desde el lanzamiento de Innadiflames en 2009 hasta 2012 Fyahbwoy se dedica a realizar conciertos y a contribuir en colaboraciones de distintos artistas nacionales e internacionales, dónde también ha logrado un gran calado en cada pieza musical que ha interpretado.
Extremely Flammable, fue lanzado el 20 de abril de 2012 (junto al videoclip de presentación Am a warrior), Extremely Flamabble contiene dieciséis pistas de audio con distintas colaboraciones tanto de cantantes nacionales como internacionales. Este disco mantiene el mismo formato que el anterior de Innadiflames y su lanzamiento vino acompañado de la posterior publicación de un documental producido por el mismo artista llamado Fyahbwoy presenta: Extremely Flammable "El Documental" que narra tanto el proceso que dio a luz el disco en Jamaica como sus vivencias en la isla durante la experiencia y su encuentro con artistas jamaicanos relacionados con el reggae y el dancehall. Como con el resto de sus trabajos el documental está disponible de manera gratuita en YouTube en el canal oficial de Fyahbwoy.
Su último disco, Bl4qkfy4h, ha sido lanzado el 20 de abril de 2015, del que unos días antes, estrenó el videoclip del sencillo "Tanto Por Ti", el 16 de abril de 2015; rodado en Kingston y Portland, en la mundialmente famosa "BLUE LAGOON" y en la playa de Winifred. Con la producción musical a cargo de Daddy Cobra, grabado en Cobra Studio, y mezclado en BigYard (Kingston, Jamaica) por Shane Brown. Video dirigido y realizado por Hugo Costa (Dime Filmmakers).
El 15 de julio de 2015 estrenó el tercer video oficial extraído del último álbum de Fyahbwoy, (Bl4qkfy4h). El video fue producido por Fyahbwoy Ent., dirigido y editado por MRK y música por MRK. 
Actualmente Swan Fyahbwoy es uno de los mayores referentes del reggae dancehall en España.
Participó en el evento "refugees welcome" en Rivas-Vaciamadrid, que era para recaudar ayuda para los refugiados a los de Haití, junto con Darmo, Iván Nieto, Xcese, Carmona, Dollar, Costa y muchos más.

## Discografía
- Ni Chance, Ni Try (EP)  (2006)
- Innadiflames (LP) (2009)
- Extremely Flammable (LP) (2012)
- Demencia Urbana (Mixtape Oficial) (2014)
- BL4QKFY4H (LP) (2015)
- Demencia Urbana 2 (mixtape) (2018)
- "FYAH!" (LP) (2018)
- "Equilivrium" (LP) (2022)
- BUDDOKAI7 EP (2023)

### Singles
- "One Side" (2013)
- "Tanto por ti" (2015)
- "Defectos de Fabricación" (2016)
- "Rantan De Gyal" (2016)
- "Peleando Con Dios" (2016)
- "Vatos" (2018)
- "Hierba Verde" (2018)
- "Kambelleh" (2018)
- "Gal regular" (2018)

### Colaboraciones
- Darmo: "Street manifest" (Espinas & Rosas, 2007)
- Supernafamacho:"' 'Sonido campeón" (Más graves-sonido campeón, 2008)
- Pachamama Crew: "Dame lo mío" (Sur raíces, 2008)
- Duo Kie "Lluvia de piedras" (con Legendario, Puto Largo, Tote King, Tito Sativo, L.E. Flaco, Rayden, Juaninacka, El Chojin, Jefe de la M, Newton y Juan Profundo)" (21cm, 2008)
- Dakaneh: "En el juego" (Bravo, 2008)
- Darmo: "Ansiedad" (Mantenlo ilegal, 2009)
- Bako: "Sonrisa de ojos tristes" (con Juaninacka) (De vuelta a la confianza, 2010)
- Lady Yaco & DJ Cena "¡Que tiemblen!" (Madera, 2010)
- Ras Kuko: "More Love" (Ras Kuko & Friends, 2010)
- Daddy Cobra: "follow dat" (Vividores 2, 2010)
- Ivan Nieto, Darmo, Moreno, Carmona, Chulito Camacho: "Vida Grimey" (Grimey Wear, 2010)
- Darmo: "Fuego" (con Iván Nieto) (Un Camino Inestable, 2011)
- Kinky Bwoy: "Mi amada" (con Karty er nene) (Se lo que soy, 2011)
- Rapsusklei: "Arkitekto RMX" (Pandemia La Mixtape, 2011)
- Daddy Cobra"Siempre hablando de más" (Reptile Series Vol. 1, 2011)
- Pachamama Crew: "El Diablo" (Lágrimas, 2011)
- Yosu: "Soldados de la paz" (Metáfora, 2011)
- Alberto Gambino: "Terapia de Grupi" (Cocktail De Gambas, 2011)
- SFDK: "Blondapetit (con Gordo Master)" (Lista de invitados, 2011)
- SFDK: "Lions (con Titó)" (Lista de invitados, 2011)
- Ivan Nieto, Darmo, Moreno, Carmona, Chulito Camacho: "Vida Grimey 2" (Grimey Wear, 2011)
- Darmo: "Fuego" (con Ivan Nieto) (Un Camino Inestable, 2011)
- Fyahbwoy: "The Barbass Song" (Barbass Players vol.2, 2012)
- Moreno: "La sangre derramada" (Cicatrices, 2012)
- Ivan Nieto ft Fyahbwoy: "Este es mi trabajo" (Maleza, 2012)
- Ivan Nieto ft Fyahbwoy: "Me estoy dejando la piel" (Maleza, 2012)
- Tote King & Shotta: "Muchas Gracias" (Héroe, 2012)
- Rayden: "Mi primera palabra" (Con Sharif) (Mosaico, 2012)
- Fyahbwoy: "Mi Mensaje" (Heavy Roots Vol.1, 2013)
- Darmo: "Al lio" Feat Zatu y Fyahbwoy (Un gran día, 2013)
- La puta Opepé: "Que le den" (Regreso al futuro, 2013)
- Duo Kie: "Las de perder con SFDK" (Inferno, 2013)
- Daddy Cobra: "Protocolo" (Constrictor Riddim, 2013)
- Gordo Master:"Con la yerba en los talones" (Las 13 técnicas de maestro,2013)
- Toledo Ft. Fyahbwoy "Se Llevaron Mi Ganja" 2013
- Costa & Carmona ft Fyahbwoy "El Lado Oscuro Del Corazón" (bajo suelo 2013)
- Swan Fyahbwoy Prod. Daddy Cobra: "One Side" (2014)
- Fyahbwoy - New House Riddim Prod. Calitomix (PANAMA): "Bien activao"
- Iván Nieto: "Quien es quien" ft Fyahbwoy (Mirlo Blanco 2014)
- Fyahbwoy "Solve Di Problem" Ft. Lasai (Prod. Daddy Cobra) (2014)
- [Dubosky] Ft. Fyahbwoy Bk Prod. Genios Musicales "Mala Fama"
- [Luv Messenger], especial dubplate, "Luv Messenger Story" (2014)
- Chulito Camacho Ft Swan Fyahbwoy "LO COMÚN LO HACES ESPECIAL" (Alzó mi puño,2014)
- AchtVier Ft Swan Fyahbwoy "Roze' Party" (Wohlstand, 2014)
- SFDK feat Fyahbwoy: "Todo lo que importa" (Sin miedo a vivir 2014)
- Chalice Sound: "Dar Kill" Ft Fyahbwoy y Chulito Camacho, (Gran Reserva La Mixtape, 2014)
- Costa feat Chi Ching Ching, Fyahbwoy, W.Giovanni: "Make money" - (Inmortal,2014)
- Nerviozzo ft. Fyahbwoy: "Jamás Pedimos fama" (colapso Nerviozzo 2015)
- Nach Ft Fyahbwoy: "Ahora" (A Través De Mí, 2015)
- Xcese Ft Fyahbwoy: "Cargos mis armas" (Renacimiento, 2015)
- Ikki ft fyahbwoy : delitos en tu cuerpo(Ikki is back, 2015)
- La excepción ft fyahbwoy:  empecé  (Hola, 2015)
- Samuel O'Kane - Hegemony ft. Fyahbwoy
- La Mentalidad & Fyahbwoy : "Realidades" (2016)
- Denom Ft. Fyahbwoy : Historias de amor de barrio (Una parte de mi, 2016)
- Rapsusklei Ft. Fyahbwoy : Tantas veces dijeron (Origami, 2016)
- Malak Ft. I-Nesta y Fyahbwoy: Candela Remix (2017)

- Damaco ft. Fyahbwoy: Narcos de papel (2017)(etapa de trap)